# Даскалиця Валерій Вікторович
Валерій Вікторович Даскалиця (нар. 17 січня 2002) — український футболіст, воротар одеського «Чорноморця».

## Життєпис
Вихованець ДЮСШ міста Рені, у футболці якої в сезоні 2013/14 років дебютував у дитячо-юнацьких змаганнях з футболу Одеської області. У ДЮФЛУ виступав за одеський «Чорноморець» та донецький «Шахтар».
Напередодні старту сезону 2019/20 років переведений у «Чорноморець-2», у футболці якого дебютував 4 вересня 2019 року в програному (0:4) виїзному поєдинку 7-го туру групи «Б» Другої ліги України проти «Альянса». Валерій вийшов на поле в стартовому складі та відіграв увесь матч. У сезоні 2019/20 років зіграв 7 матчів у Другій лізі України.
Наприкінці серпня 2020 року відправився в 1-річну оренду до «Реал Фарми». У футболці одеського клубу дебютував 30 серпня 2020 року в програному (1:2) виїзному поєдинку кубку України проти сімферопольської «Таврії». Даскалиця вийшов на поле та відіграв увесь матч. У Другій лізі України дебютував за «Реал Фарму» 5 вересня 2020 року в програному (0:1) домашньому поєдинку 1-го туру групи «Б» проти криворізького «Кривбасу». Валерій вийшов на поле в стартовому складі та відіграв увесь матч. У сезоні 2020/21 років відіграв за команду 5 матчів у Другій лізі та 1 поєдинок у кубку України.
Наприкінці червня 2021 року повернувся в «Чорноморець», після чого був переведений до юнацької команди клубу.